# 빌라노바드가이아
빌라노바드가이아(포르투갈어: Vila Nova de Gaia)는 포르투갈 노르트 지방 포르투 현에 위치한 도시이다, 인구 303,824명(2021년). 포르투 현의 현도인 포르투와 마주 보는 도루강 하구의 남안에 위치하며, 유명한 포르투 포도주 보관고들이 위치해 있다. 본래 빌라노바와 가이아 두 도시였던 것을 합쳐, 1984년 6월 28일 시로 승격하였다. 포르투와 빌라노바드가이아는 동 루이스 다리, 마리아 피아 다리를 통해 서로 연결되어 있다.